# Лумондонг, Лиза Карлина
Ли́за Карли́на Лумондо́нг (индон. Lisa Karlina Lumongdong; род. 23 июля 1968) — индонезийская шахматистка, международный мастер среди женщин (1992), дважды побеждала на чемпионате Индонезии по шахматам среди женщин (1994, 2005).

## Биография
Лиза Карлина Лумондонг дважды выигрывала чемпионат Индонезии по шахматам среди женщин: в 1994 и в 2005 годах. В 1993 году она участвовала в межзональном турнире по шахматам среди женщин в Джакарте, где заняла 34-е место. В 2005 году Лиза Карлина Лумондонг выиграла бронзовую медаль в турнире по шахматам среди женщин на Играх Юго-Восточной Азии.
Представляла сборную Индонезии на крупнейших командных шахматных турнирах:
- в шахматных олимпиадах участвовала пять раз (1988—1996);
- в командном чемпионате Азии по шахматам среди женщин участвовала в 1995 году[2].

В 1992 году она была удостоена ФИДЕ звания международного мастера среди женщин (WIM).

## Изменения рейтинга
| Графики недоступны из-за технических проблем. См. информацию на Фабрикаторе и на mediawiki.org. |